# Home Town Story
Home Town Story è un film diretto da Arthur Pierson. Dopo Giungla d'asfalto e Il messicano, terzo e ultimo film di Marilyn per la Metro Goldwyn Mayer, definito dalla critica "debole nella struttura e nello svolgersi delle situazioni, ma ottimo nella scelta degli attori, la signorina Monroe è all'altezza della sceneggiatura". La critica la nota, sa chi è, ma i ruoli sono ancora secondari, di contorno.

## Trama
Blake Washburn, sconfitto alle elezioni legislative del suo Stato, decide di dedicarsi al giornale di suo zio, "The Herald". Può così stare addosso a MacFarland, figlio di un ricco industriale e suo antagonista, vincitore alle elezioni. Nessuno condivide il metodo di Blake, né la sua fidanzata Janice né il suo amico giornalista Slim, e lo stesso MacFarland, che di persona si reca a discutere con lui, non ottiene risultati migliori. Durante una gita scolastica, però, Katie, la sorellina minore di Blake, ha un incidente. Dovrà essere operata d'urgenza e sarà salvata grazie all'impiego del polmone d'acciaio. Quando Blake viene a sapere che il macchinario proviene dalle industrie MacFarland, il suo atteggiamento verso la potente famiglia muta radicalmente e Blake riconosce i propri errori.

## Attori
- Questa volta Marilyn veste i panni di miss Martin, l'avvenente segretaria che lavora nel giornale di Blake, ma, malgrado i complimenti della critica per la sua pur laterale interpretazione, la Metro non le rinnoverà il contratto. Anche se i suoi ruoli erano sempre marginali, il pubblico aveva però già espresso il suo parere, le sue fugaci apparizioni avevano fatto arrivare valanghe di lettere di ammiratori, che già la conoscevano per averla ammirata sulle riviste di larga tiratura: Marilyn era la pin up d'America e l'idiolo delle truppe di stanza in Germania nel 1951. Tutti impazzivano per lei, non era importante la qualità del film, quanto che lei vi comparisse per far felice il pubblico.